# 穴水町
穴水町（日语：／ Anamizu machi */?）為位于日本石川縣北部的行政區劃，轄區位於能登半島的東岸中央，境內大多為屬於奧能登丘陵的丘陵地，東側為富山灣，南側為七尾灣，主要聚落位於小又川流入七尾灣的河口處。

## 人口
| 穴水町人口分布圖 |                                               |  |
| 穴水町與日本全國年齡別人口分布比較圖 （2005年資料） | 穴水町的年齡、男女別人口分布圖 （2005年資料） |  |
| ■紫色是穴水町 ■綠色是全国 | ■藍色是男性 ■紅色是女性                       |  |
| 穴水町人口變化 \| 1970年 \| 15,488人 \| \| \| 1975年 \| 14,664人 \| \| \| 1980年 \| 14,044人 \| \| \| 1985年 \| 13,565人 \| \| \| 1990年 \| 12,831人 \| \| \| 1995年 \| 12,053人 \| \| \| 2000年 \| 11,267人 \| \| \| 2005年 \| 10,549人 \| \| \| 2010年 \| 9,735人 \| \| \| 2015年 \| 8,786人 \| \| \| 2020年 \| 7,890人 \| \| |                                               |  |
| 資料來源：日本總務省統計中心提供之人口普查數據 |                                               |  |
| 1970年 | 15,488人                                      |  |
| 1975年 | 14,664人                                      |  |
| 1980年 | 14,044人                                      |  |
| 1985年 | 13,565人                                      |  |
| 1990年 | 12,831人                                      |  |
| 1995年 | 12,053人                                      |  |
| 2000年 | 11,267人                                      |  |
| 2005年 | 10,549人                                      |  |
| 2010年 | 9,735人                                       |  |
| 2015年 | 8,786人                                       |  |
| 2020年 | 7,890人                                       |  |

## 歷史
過去在令制國時代最初屬於越前國鳳至郡，718年隨著鳳至郡被劃入新設立的能登國，雖然一度在742年又隨著能登國被併入越中國，不過757年恢復能登國後，就一直屬於能登國；依據《日本後紀》的記載，在808年即已開始使用「穴水」的地名。
穴水在12世紀至16世紀曾由地頭長氏所統治，長氏同時也在此建立穴水城，此後隨著能登畠山氏、前田氏先後入主能登國，長氏也臣服成為其家臣，先後成為畠山氏的畠山七人衆及加賀藩的加賀八家之一。
17世紀江戶時代後大部分區域都成為前田氏加賀藩的領地，在江戶時代末期，有部分區域為幕府直屬的領地，不過也是委託加賀藩管理的預地。
19世紀末明治維新後，原屬幕府的領地改由高山縣管理，1871年實施廢藩置縣後加賀藩的領地改隸屬金澤縣，不過同年的第一次府縣整併後，此地區被劃入新設立的七尾縣，但也僅半年過後，又被併回由原金澤縣更而成的石川縣。
1889年日本實施町村制，在現在的主要市區處設立了穴水村，1903年穴水村先是升格為穴水町，後又在1908年與位於西側的東保村及南側的島崎村合併為第二代的穴水町；1954年穴水町再與東側的住吉村和兜村合併為第三代的穴水町，1955年位於東側富山灣邊的諸橋村也併入穴水町。
2005年位於北側的能都町、柳田村、內浦町在合併為能登町的同時，石川縣廢除了原本的鳳至郡及珠洲郡並新設立鳳珠郡，穴水町也同時改隸屬新設立的鳳珠郡。

### 變遷表
| 1889年4月1日 | 1889年 - 1912年            | 1889年 - 1912年           | 1912年 - 1944年           | 1945年 - 1954年            | 1955年 - 1989年            | 1989年 - 現在 | 現在   |
| ------------ | -------------------------- | ------------------------- | ------------------------- | -------------------------- | -------------------------- | ------------- | ------ |
| 諸橋村       | 諸橋村                     | 諸橋村                    | 諸橋村                    | 諸橋村                     | 1955年3月10日 併入穴水町   | 穴水町        | 穴水町 |
| 兜村         | 兜村                       | 兜村                      | 兜村                      | 1954年3月31日 合併為穴水町 | 1954年3月31日 合併為穴水町 | 穴水町        | 穴水町 |
| 中居村       | 中居村                     | 中居村                    | 1933年7月1日 合併為住吉村 | 1954年3月31日 合併為穴水町 | 1954年3月31日 合併為穴水町 | 穴水町        | 穴水町 |
| 南北村       |                            |                           | 1933年7月1日 合併為住吉村 | 1954年3月31日 合併為穴水町 | 1954年3月31日 合併為穴水町 | 穴水町        | 穴水町 |
| 穴水村       | 1903年8月22日 改制為穴水町 | 1908年4月1日 合併為穴水町 | 1908年4月1日 合併為穴水町 | 1954年3月31日 合併為穴水町 | 1954年3月31日 合併為穴水町 | 穴水町        | 穴水町 |
| 東保村       |                            | 1908年4月1日 合併為穴水町 | 1908年4月1日 合併為穴水町 | 1954年3月31日 合併為穴水町 | 1954年3月31日 合併為穴水町 | 穴水町        | 穴水町 |
| 島崎村       |                            | 1908年4月1日 合併為穴水町 | 1908年4月1日 合併為穴水町 | 1954年3月31日 合併為穴水町 | 1954年3月31日 合併為穴水町 | 穴水町        | 穴水町 |

## 行政

### 歷任首長
| 屆               | 任               | 姓名             | 上任日期         | 卸任日期         | 備註                     |
| 第三代穴水町町長 | 第三代穴水町町長 | 第三代穴水町町長 | 第三代穴水町町長 | 第三代穴水町町長 | 第三代穴水町町長         |
| ---------------- | ---------------- | ---------------- | ---------------- | ---------------- | ------------------------ |
| 1                | 1                | 布施丑雄         | 1954年4月24日    | 1958年4月23日    |                          |
| 2                | 1                | 布施丑雄         | 1958年4月24日    | 1962年4月23日    |                          |
| 3                | 1                | 布施丑雄         | 1962年4月24日    | 1966年4月23日    |                          |
| 4                | 2                | 瀨那重雄         | 1966年4月24日    | 1970年4月23日    |                          |
| 5                | 2                | 瀨那重雄         | 1970年4月24日    | 1974年4月23日    |                          |
| 6                | 2                | 瀨那重雄         | 1974年4月24日    | 1978年4月23日    |                          |
| 7                | 2                | 瀨那重雄         | 1978年4月24日    | 1982年4月23日    |                          |
| 8                | 2                | 瀨那重雄         | 1982年4月24日    | 1984年4月23日    | 因涉嫌收賄遭到逮捕後辭職 |
| 9                | 3                | 小泉進一         | 1984年7月8日     | 1986年1月3日     | 於任內過世               |
| 10               | 4                | 坂本明           | 1986年2月2日     | 1990年2月1日     |                          |
| 11               | 4                | 坂本明           | 1990年2月2日     | 1994年2月1日     |                          |
| 12               | 4                | 坂本明           | 1994年2月2日     | 1998年2月1日     |                          |
| 13               | 4                | 坂本明           | 1998年2月2日     | 2002年2月1日     |                          |
| 14               | 4                | 坂本明           | 2002年2月2日     | 2006年2月1日     |                          |
| 15               | 5                | 石川宣雄         | 2006年2月2日     | 2010年2月1日     |                          |
| 16               | 5                | 石川宣雄         | 2010年2月2日     | 2014年2月1日     |                          |
| 17               | 5                | 石川宣雄         | 2014年2月2日     | 2018年2月1日     |                          |
| 18               | 5                | 石川宣雄         | 2018年2月2日     | 現任             |                          |
| 參考資料：       |                  |                  |                  |                  |                          |

## 交通

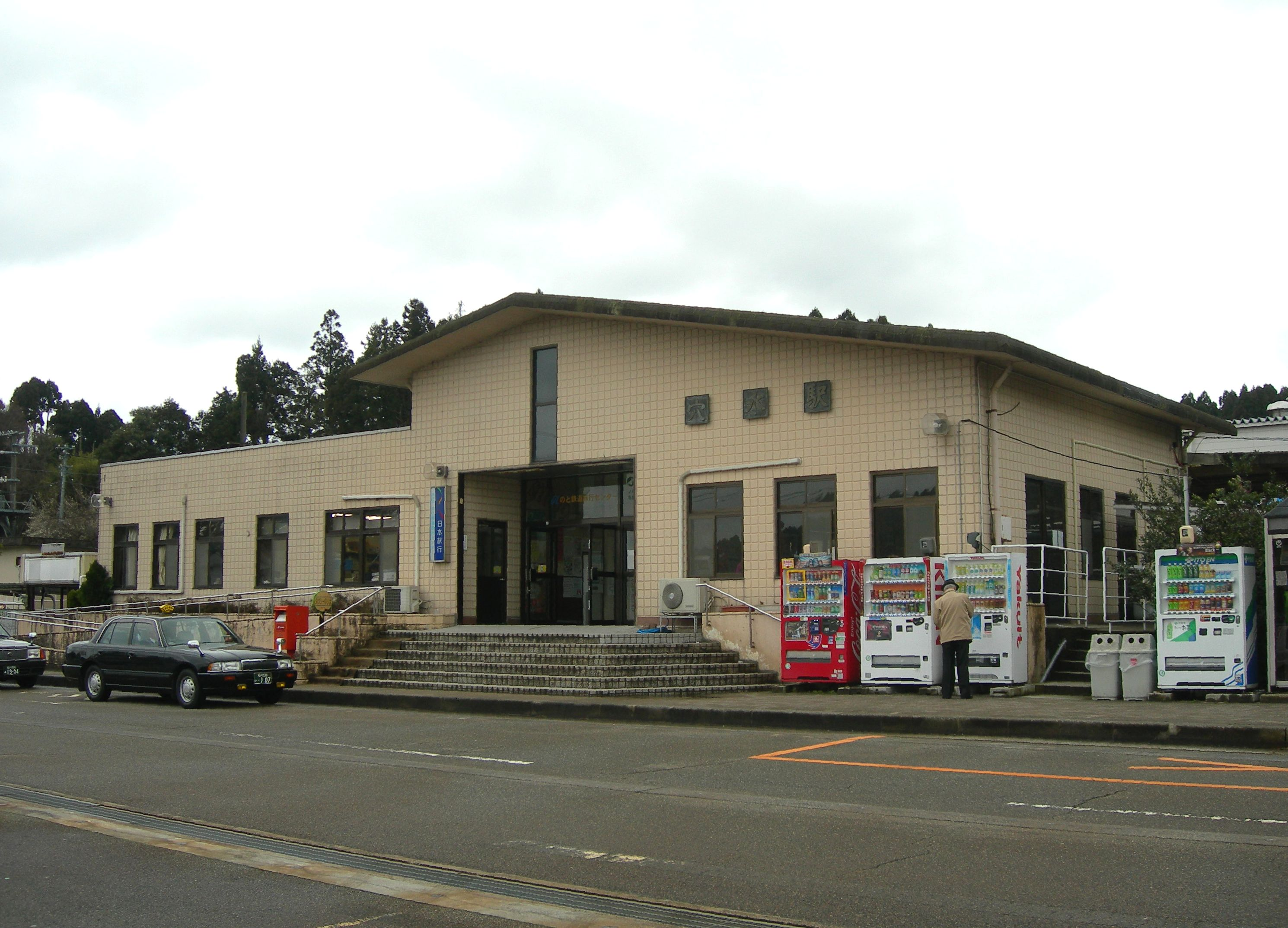
穴水車站

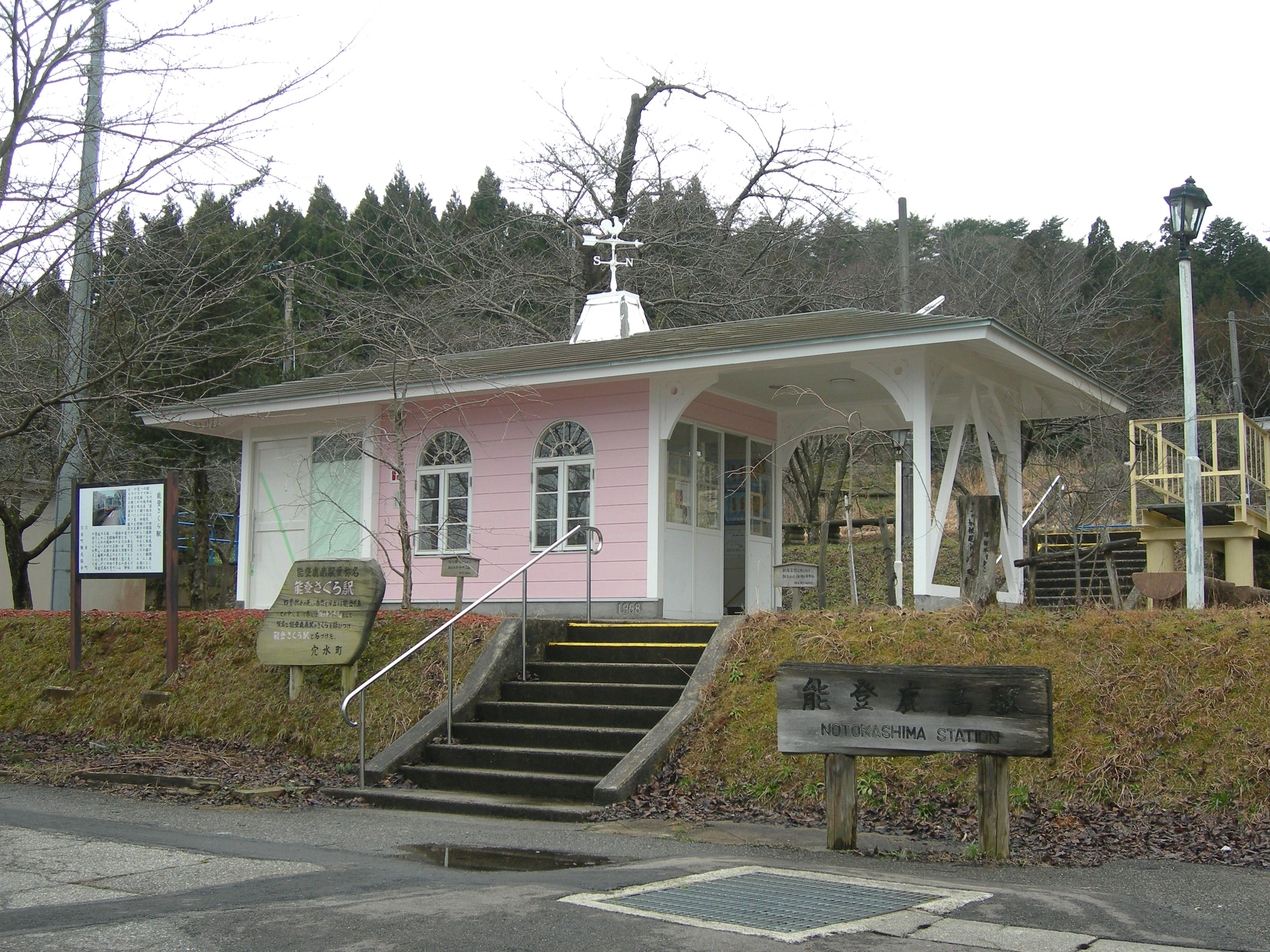
能登鹿島車站

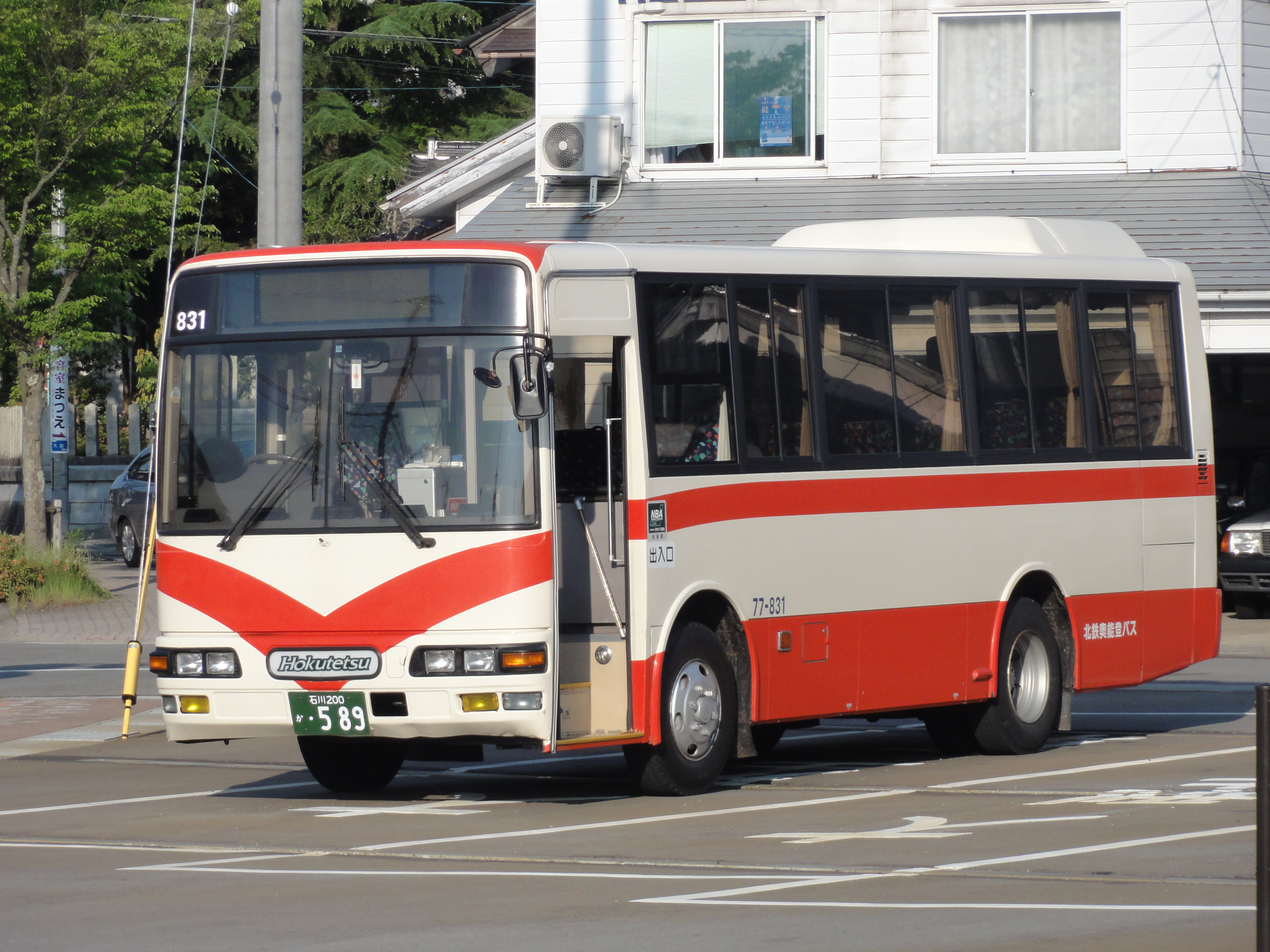
停靠於穴水車站前的奧能登巴士車輛

鐵路七尾線及高速公路能越自動車道是穴水町對外主要的交通路線，利用能登鐵道七尾線可至七尾車站再轉乘西日本旅客鐵道的列車，或是利用能越自動車道至七尾市再轉入快速道路能登里山海道，都可以前往金澤市。
在穴水町北部與輪島市、能登町交界處有2003年開始啟用的能登機場，也曾一度開設往返韓國、台灣的國際航線，不過目前僅有兩班由全日本空輸營運往返東京羽田機場的航班，自能登機場也有由北陸鐵道集團所經營的客運路線可以進入穴水町的主要市區。自能登機場開車前往穴水町市區僅約需十五分鐘，同時北陸鐵道集團旗下的北鐵奧能登巴士也有開設穴水町內的客運路線，也可接至鄰近的能登町和輪島市門前町地區。
過去的鐵路七尾線曾可繼續往北接至輪島市市區，同時在穴水車站還有能登線往東沿著海岸經能登町通往珠洲市市區，不過由於旅客人次過低，先是在1988年和1991年先後從原本的西日本旅客鐵道改由非營利的第三部門能登鐵道負責經營，但最後在2001年和2005年還是無法避免地先後停駛。

### 鐵路
- 能登鐵道
  - 七尾線：（七尾市） - 能登鹿島車站 - 穴水車站

### 公路
快速道路
- 能登里山海道：（七尾市） - 別所岳服務區 - 越之原交流道（日语：越の原インターチェンジ） - 穴水交流道

高速公路
- 能越自動車道：（七尾市） - （能登里山海道共用路段） - 穴水交流道 - （輪島市）

## 姊妹、友好城市

### 日本
- 南阿爾卑斯市（山梨縣）
穴水町在1991年舉辦的「全國穴水先生大會」，大會中山梨縣八田村（日语：八田村 (山梨県)）成為全日本姓「穴水」的人最多的地方，兩地因而開始進行相互交流，並於1993年與締結為姊妹城市；八田村於2003年合併為南阿爾卑斯市後，兩地於2004年繼續締結為姊妹城市。[16]

## 外部連結
- （日語） 能登半島・穴水～美味之里的Facebook專頁
- （日語） 女子團體安娜的Instagram帳戶 - 穴水町官方頁面